# بیگ بند، شهرستان بیوت، کالیفرنیا
بیگ بند (به انگلیسی: Big Bend) یک منطقهٔ مسکونی در ایالات متحده آمریکا است که در شهرستان بیوت، کالیفرنیا واقع شده‌است. بیگ بند ۷۰۴ متر بالاتر از سطح دریا واقع شده‌است.